# Joseph Carl Reventlow-Criminil
Joseph Carl le Merchier, greve av Reventlow-Criminil, född den 9 februari 1797, död den 17 juni 1850, var en dansk ämbetsman, bror till Heinrich Anna Reventlow-Criminil.
Reventlow-Criminil blev 1842 president i det slesvig-holsteinska kansliet och tillika regeringskommissarie i den slesvigska ständerförsamlingen. Som ivrig slesvig-holsteinare samverkade han troget med ståthållaren, prins Fredrik av Augustenborg, och avlägsnades samtidigt med denne, 1846. Därefter blev han överpresident i Altona och slöt sig 1848 till upproret.